# أسا واترس
أسا واترس هو سياسي أمريكي، ولد في 2 نوفمبر 1769، وتوفي في 24 ديسمبر 1841. انتخب عضو مجلس نواب ماساتشوستس ‏.